# Be Prepared (canción)
Be Prepared (conocida en España como Preparaos y en Hispanoamérica como Listos ya) es una canción de 1994 compuesta por Tim Rice y Elton John (letras y música respectivamente) e interpretada por Jeremy Irons para la película de Disney: El rey león. La canción cuenta con las voces de Cheech Marin, Jim Cummings y Whoopi Goldberg (voces de las hienas). En la versión castellana la canción es traducida e interpretada por Jordi Doncos. En Latinoamérica es interpretada por Carlos Petrel, quien también hace los diálogos de Scar, personaje que canta la canción.
En 1997 se realizó un musical en Broadway en el que la canción fue interpretada por John Vickery, Kevin Cahoon, Stanley Wayne Mathis y Tracy Nicole Chapman.
En la película de 2019, la canción es interpretada por Chiwetel Ejiofor, mientras que en la versión hispanoamericana es cantada por Pisano. Ambas manteniendo la letra de 1994.

## Trasfondo
Antes del comienzo de la canción, Scar explica a las hienas un plan para conspirar contra Mufasa y Simba, lo que significaría la muerte de estos dos personajes en pro del propio Scar.
En su intento de ganarse la confianza de las hienas, este les promete no volver a pasar hambre jamás, por lo que se alían para planear un golpe de Estado. A medida que la canción avanza, también gana en intensidad en el momento que las hienas hacen el contrapunto, al igual que los colores del fondo desde el verde hasta el rojo en el momento más intenso pasando por el amarillo cuando estas desfilan ante los ojos de Scar.
La segunda estrofa en la que las hienas desfilan con estilo marcial es una reminiscencia de los desfiles militares, muy frecuentes durante la época del nazismo en el III Reich siendo Scar el símil de Adolf Hitler mientras observa al ejército en referencia a la Catedral de luz que tuvo lugar en varios congresos en Núremberg, Alemania. 
Los focos que iluminan a Scar desde el acantilado están basados en la película propagandística: El triunfo de la voluntad.
Jeremy Irons (voz en inglés de Scar) cantó la mayor parte de la canción hasta la línea: "So prepare for the coup of the century..."  partir de ahí Jim Cummings (reconocido actor de doblaje estadounidense) canta hasta el final debido a problemas con la voz de Irons, en cambio Irons hizo la malvada risa en la escena final.

## Producción y grabación
En los borradores iniciales, la canción iba a ser la presentación de las hienas cuando el propio Scar se autoerige como rey mientras las leonas se niegan a reconocerlo. Sin embargo se desechó la idea en favor de la versión filmada.
En la grabación de la BSO, Scar abre con un prólogo: 

Hienas vulgares e infames, carentes de toda virtud. Pero guiadas por mi talento e ingenio, mi reino llegará a su plenitud.

En un principio, Scar hacía este monólogo intentando decidir si utilizar a las hienas o no. Sin embargo, tras repasar el borrador del guion, decidió eliminarse de la versión final, ya que Scar las utilizaba anteriormente para tender una trampa a Simba y Nala. En cambio, sí aparece dentro de la versión de Broadway.